# Freestyle ai XXIV Giochi olimpici invernali - Gobbe femminile
La gara di gobbe femminile di freestyle dei XXIV Giochi olimpici invernali di Pechino si è svolta dal 3 al 6 febbraio 2022 al Genting Snow Park di Zhangjiakou.

## Programma
Gli orari sono in UTC+7.
| Giorno     | Ora   | Turno            |
| ---------- | ----- | ---------------- |
| 3 febbraio | 11:00 | Qualificazione 1 |
| 6 febbraio | 11:00 | Qualificazione 2 |
| 6 febbraio | 12:30 | Finale 1         |
| 6 febbraio | 13:05 | Finale 2         |
| 6 febbraio | 13:40 | Finale 3         |

## Risultati
I primi 10 classificati del primo turno di qualificazione sono stati ammessi direttamente alla finale. Le altre concorrenti sono state ammesse al secondo turno di qualificazione.

### Primo turno
QF — Qualificato alla finale
DNF — Ritirato
DNS — Non partito
| Pos. | #  | Atleta                   | Nazione       | Tempo | Punteggio | Punteggio | Punteggio | Totale | Note |
| Pos. | #  | Atleta                   | Nazione       | Tempo | Curve     | Salti     | Tempo     | Totale | Note |
| ---- | -- | ------------------------ | ------------- | ----- | --------- | --------- | --------- | ------ | ---- |
| 1    | 22 | Jakara Anthony           | Australia     | 27.96 | 50.0      | 17.26     | 16.49     | 83.75  | QF   |
| 2    | 29 | Perrine Laffont          | Francia       | 27.81 | 48.4      | 16.05     | 16.66     | 81.11  | QF   |
| 3    | 18 | Jaelin Kauf              | Stati Uniti   | 26.97 | 47.9      | 13.64     | 17.61     | 79.15  | QF   |
| 4    | 8  | Olivia Giaccio           | Stati Uniti   | 29.56 | 48.0      | 15.42     | 14.69     | 78.11  | QF   |
| 5    | 10 | Anri Kawamura            | Giappone      | 28.33 | 49.8      | 10.49     | 16.07     | 76.36  | QF   |
| 6    | 5  | Junko Hoshino            | Giappone      | 28.53 | 46.9      | 12.63     | 15.85     | 75.38  | QF   |
| 7    | 12 | Hannah Soar              | Stati Uniti   | 29.25 | 45.0      | 14.49     | 15.04     | 74.53  | QF   |
| 8    | 1  | Anastasia Smirnova       | ROC           | 28.84 | 45.7      | 11.81     | 15.50     | 73.01  | QF   |
| 9    | 7  | Britteny Cox             | Australia     | 29.86 | 44.4      | 13.51     | 14.35     | 72.26  | QF   |
| 10   | 17 | Justine Dufour-Lapointe  | Canada        | 29.29 | 45.8      | 10.66     | 14.99     | 71.45  | QF   |
| 11   | 11 | Chloé Dufour-Lapointe    | Canada        | 28.85 | 43.5      | 11.32     | 15.49     | 70.31  |      |
| 12   | 14 | Makayla Gerken Schofield | Gran Bretagna | 29.13 | 42.9      | 12.11     | 15.17     | 70.18  |      |
| 13   | 20 | Sophie Ash               | Australia     | 30.39 | 45.0      | 10.61     | 13.75     | 69.36  |      |
| 14   | 13 | Sofiane Gagnon           | Canada        | 28.61 | 40.8      | 11.91     | 15.76     | 68.47  |      |
| 15   | 3  | Kisara Sumiyoshi         | Giappone      | 30.25 | 44.6      | 9.63      | 13.91     | 68.14  |      |
| 16   | 24 | Ayaulym Amrenova         | Kazakistan    | 29.97 | 42.3      | 10.29     | 14.23     | 66.82  |      |
| 17   | 15 | Polina Chudinova         | ROC           | 29.94 | 40.7      | 11.81     | 14.26     | 66.77  |      |
| 18   | 26 | Hinako Tomitaka          | Giappone      | 30.01 | 41.5      | 9.40      | 14.18     | 65.08  |      |
| 19   | 21 | Li Nan                   | Cina          | 31.76 | 40.2      | 10.91     | 12.21     | 63.32  |      |
| 20   | 2  | Camille Cabrol           | Francia       | 30.61 | 40.2      | 9.27      | 13.50     | 62.97  |      |
| 21   | 28 | Sabrina Cass             | Brasile       | 32.13 | 40.7      | 9.71      | 11.79     | 62.20  |      |
| 22   | 23 | Anastasiia Pervushina    | ROC           | 32.57 | 39.7      | 8.97      | 11.30     | 59.97  |      |
| 23   | 16 | Olessya Graur            | Kazakistan    | 33.29 | 33.6      | 13.09     | 10.49     | 57.18  |      |
| 24   | 19 | Katharina Ramsauer       | Austria       | 31.94 | 35.4      | 8.77      | 12.01     | 56.18  |      |
| 25   | 6  | Viktoriia Lazarenko      | ROC           | 32.57 | 8.0       | 10.35     | 11.30     | 29.65  |      |
| 26   | 30 | Anastassiya Gorodko      | Kazakistan    | DNF   | DNF       | DNF       | DNF       | DNF    |      |
| 26   | 9  | Taylah O'Neill           | Australia     | DNF   | DNF       | DNF       | DNF       | DNF    |      |
| 26   | 27 | Leonie Gerken Schofield  | Gran Bretagna | DNF   | DNF       | DNF       | DNF       | DNF    |      |
| 26   | 4  | Kai Owens                | Stati Uniti   | DNS   | DNS       | DNS       | DNS       | DNS    |      |
| 26   | 25 | Julija Galyševa          | Kazakistan    | DNS   | DNS       | DNS       | DNS       | DNS    |      |

### Secondo turno
QF — Qualificato per la finale
DNF — Ritirato
DNS — Non partito
| Pos. | #  | Atleta                   | Nazione       | Qual. 1 | Tempo | Punteggio | Punteggio | Punteggio | Totale | Migliore | Note |
| Pos. | #  | Atleta                   | Nazione       | Qual. 1 | Tempo | Curve     | Salti     | Tempo     | Totale | Migliore | Note |
| ---- | -- | ------------------------ | ------------- | ------- | ----- | --------- | --------- | --------- | ------ | -------- | ---- |
| 1    | 7  | Sofiane Gagnon           | Canada        | 68.47   | 28.39 | 46.0      | 13.62     | 16.01     | 75.63  | 75.63    | QF   |
| 2    | 2  | Kisara Sumiyoshi         | Giappone      | 68.14   | 28.50 | 44.8      | 11.90     | 15.88     | 72.58  | 72.58    | QF   |
| 3    | 12 | Sophie Ash               | Australia     | 69.36   | 30.12 | 45.3      | 12.84     | 14.06     | 72.20  | 72.20    | QF   |
| 4    | 17 | Hinako Tomitaka          | Giappone      | 65.08   | 29.57 | 45.2      | 12.05     | 14.68     | 71.93  | 71.93    | QF   |
| 5    | 9  | Polina Chudinova         | ROC           | 66.77   | 29.10 | 43.1      | 12.62     | 15.21     | 70.93  | 70.93    | QF   |
| 6    | 6  | Chloé Dufour-Lapointe    | Canada        | 70.31   | 28.77 | 44.8      | 10.07     | 15.58     | 70.45  | 70.45    | QF   |
| 7    | 8  | Makayla Gerken Schofield | Gran Bretagna | 70.18   | 29.31 | 43.4      | 9.59      | 14.97     | 67.96  | 70.18    | QF   |
| 8    | 3  | Kai Owens                | Stati Uniti   | DNS     | 29.67 | 41.0      | 14.36     | 14.56     | 69.92  | 69.92    | QF   |
| 9    | 16 | Yuliya Galysheva         | Kazakistan    | DNS     | 30.47 | 42.4      | 13.15     | 13.66     | 69.21  | 69.21    | QF   |
| 10   | 1  | Camille Cabrol           | Francia       | 62.97   | 30.75 | 42.1      | 12.31     | 13.35     | 67.76  | 67.76    | QF   |
| 11   | 20 | Anastassiya Gorodko      | Kazakistan    | DNF     | 28.97 | 43.1      | 9.02      | 15.35     | 67.47  | 67.47    |      |
| 12   | 15 | Ayaulym Amrenova         | Kazakistan    | 66.82   | 30.45 | 40.3      | 11.79     | 13.69     | 65.78  | 66.82    |      |
| 13   | 4  | Viktoriia Lazarenko      | ROC           | 29.65   | 31.71 | 39.4      | 14.10     | 12.27     | 65.77  | 65.77    |      |
| 14   | 14 | Anastasiia Pervushina    | ROC           | 59.97   | 32.03 | 39.8      | 12.27     | 11.90     | 63.97  | 63.97    |      |
| 15   | 13 | Li Nan                   | Cina          | 63.32   | 46.17 | 0.3       | 10.37     | 0.00      | 10.67  | 63.32    |      |
| 16   | 19 | Sabrina Cass             | Brasile       | 62.20   | 31.25 | 40.0      | 9.34      | 12.78     | 62.12  | 62.20    |      |
| 17   | 18 | Leonie Gerken Schofield  | Gran Bretagna | DNF     | 31.50 | 40.2      | 9.36      | 12.50     | 62.06  | 62.06    |      |
| 18   | 10 | Olessya Graur            | Kazakistan    | 57.18   | 32.05 | 22.0      | 4.60      | 11.88     | 38.48  | 57.18    |      |
| 19   | 11 | Katharina Ramsauer       | Austria       | 56.18   | 31.04 | 34.3      | 8.44      | 13.02     | 55.76  | 56.18    |      |
| 20   | 5  | Taylah O'Neill           | Australia     | DNF     | DNS   | DNS       | DNS       | DNS       | DNS    | DNF      |      |

### Finale

#### Primo turno
| Pos. | #  | Atleta                   | Nazione       | Tempo | Punteggio | Punteggio | Punteggio | Totale | Note |
| Pos. | #  | Atleta                   | Nazione       | Tempo | Curve     | Salti     | Tempo     | Totale | Note |
| ---- | -- | ------------------------ | ------------- | ----- | --------- | --------- | --------- | ------ | ---- |
| 1    | 20 | Jakara Anthony           | Australia     | 27.70 | 47.6      | 17.53     | 16.78     | 81.91  | Q    |
| 2    | 16 | Anri Kawamura            | Giappone      | 27.90 | 48.3      | 15.86     | 16.56     | 80.72  | Q    |
| 3    | 19 | Perrine Laffont          | Francia       | 27.73 | 46.7      | 16.41     | 16.75     | 79.86  | Q    |
| 4    | 18 | Jaelin Kauf              | Stati Uniti   | 27.00 | 47.1      | 14.65     | 17.57     | 79.32  | Q    |
| 5    | 17 | Olivia Giaccio           | Stati Uniti   | 29.73 | 47.3      | 16.57     | 14.50     | 78.37  | Q    |
| 6    | 3  | Kai Owens                | Stati Uniti   | 28.34 | 44.9      | 14.30     | 16.06     | 75.26  | Q    |
| 7    | 2  | Yuliya Galysheva         | Kazakistan    | 29.61 | 45.1      | 15.24     | 14.63     | 74.97  | Q    |
| 8    | 10 | Sofiane Gagnon           | Canada        | 28.36 | 45.3      | 13.10     | 16.04     | 74.44  | Q    |
| 9    | 4  | Makayla Gerken Schofield | Gran Bretagna | 28.76 | 44.9      | 13.50     | 15.59     | 73.99  | Q    |
| 10   | 13 | Anastasia Smirnova       | ROC           | 28.10 | 46.4      | 11.03     | 16.33     | 73.76  | Q    |
| 11   | 14 | Hannah Soar              | Stati Uniti   | 29.70 | 44.8      | 14.37     | 14.53     | 73.70  | Q    |
| 12   | 5  | Chloé Dufour-Lapointe    | Canada        | 28.93 | 45.1      | 13.10     | 15.40     | 73.60  | Q    |
| 13   | 15 | Junko Hoshino            | Giappone      | 28.73 | 44.4      | 13.17     | 15.62     | 73.19  |      |
| 14   | 12 | Britteny Cox             | Australia     | 30.04 | 46.0      | 12.89     | 14.15     | 73.04  |      |
| 15   | 9  | Kisara Sumiyoshi         | Giappone      | 28.71 | 44.2      | 11.67     | 15.65     | 71.52  |      |
| 16   | 8  | Sophie Ash               | Australia     | 30.57 | 44.0      | 12.92     | 13.55     | 70.47  |      |
| 17   | 6  | Polina Chudinova         | ROC           | 29.03 | 42.7      | 12.37     | 15.29     | 70.36  |      |
| 18   | 1  | Camille Cabrol           | Francia       | 30.03 | 43.9      | 12.25     | 14.16     | 70.31  |      |
| 19   | 7  | Hinako Tomitaka          | Giappone      | 29.87 | 44.8      | 10.85     | 14.34     | 69.99  |      |
| 20   | 11 | Justine Dufour-Lapointe  | Canada        | DNF   | DNF       | DNF       | DNF       | DNF    | DNF  |

#### Secondo turno
| Pos. | #  | Atleta                   | Nazione       | Tempo | Punteggio | Punteggio | Punteggio | Totale | Note |
| Pos. | #  | Atleta                   | Nazione       | Tempo | Curve     | Salti     | Tempo     | Totale | Note |
| ---- | -- | ------------------------ | ------------- | ----- | --------- | --------- | --------- | ------ | ---- |
| 1    | 12 | Jakara Anthony           | Australia     | 27.82 | 46.9      | 17.74     | 16.65     | 81.29  | Q    |
| 2    | 9  | Jaelin Kauf              | Stati Uniti   | 26.49 | 46.6      | 15.37     | 18.15     | 80.12  | Q    |
| 3    | 11 | Anri Kawamura            | Giappone      | 28.37 | 47.7      | 15.11     | 16.03     | 78.84  | Q    |
| 4    | 3  | Anastasia Smirnova       | ROC           | 27.95 | 46.9      | 15.24     | 16.50     | 78.64  | Q    |
| 5    | 10 | Perrine Laffont          | Francia       | 27.93 | 45.7      | 15.40     | 16.52     | 77.62  | Q    |
| 6    | 8  | Olivia Giaccio           | Stati Uniti   | 29.50 | 46.5      | 16.31     | 14.76     | 77.57  | Q    |
| 7    | 2  | Hannah Soar              | Stati Uniti   | 28.95 | 45.1      | 14.68     | 15.38     | 75.16  |      |
| 8    | 4  | Makayla Gerken Schofield | Gran Bretagna | 28.59 | 44.8      | 12.46     | 15.78     | 73.04  |      |
| 9    | 1  | Chloé Dufour-Lapointe    | Canada        | 28.65 | 44.8      | 12.45     | 15.71     | 72.96  |      |
| 10   | 7  | Kai Owens                | Stati Uniti   | 28.54 | 36.4      | 13.25     | 15.84     | 65.49  |      |
| 11   | 6  | Yuliya Galysheva         | Kazakistan    | 29.83 | 32.3      | 3.06      | 14.38     | 49.74  |      |
| 12   | 5  | Sofiane Gagnon           | Canada        | DNF   | DNF       | DNF       | DNF       | DNF    |      |

#### Terzo turno
| Pos.    | # | Atleta             | Nazione     | Tempo | Punteggio | Punteggio | Punteggio | Totale | Note |
| Pos.    | # | Atleta             | Nazione     | Tempo | Curve     | Salti     | Tempo     | Totale | Note |
| ------- | - | ------------------ | ----------- | ----- | --------- | --------- | --------- | ------ | ---- |
| Oro     | 6 | Jakara Anthony     | Australia   | 27.63 | 48.1      | 18.13     | 16.86     | 83.09  |      |
| Argento | 5 | Jaelin Kauf        | Stati Uniti | 26.37 | 46.9      | 15.10     | 18.28     | 80.28  |      |
| Bronzo  | 3 | Anastasia Smirnova | ROC         | 27.59 | 45.9      | 14.91     | 16.91     | 77.72  |      |
| 4       | 2 | Perrine Laffont    | Francia     | 28.04 | 45.6      | 15.36     | 16.40     | 77.36  |      |
| 5       | 4 | Anri Kawamura      | Giappone    | 28.00 | 46.3      | 14.37     | 16.45     | 77.12  |      |
| 6       | 1 | Olivia Giaccio     | Stati Uniti | 29.60 | 45.9      | 15.07     | 14.64     | 75.61  |      |